# Hussein Fatal
Bruce Edward Washington Jr. (3. dubna 1973 Montclair, New Jersey, USA – 10. července 2015 Banks County, Georgie, USA) známější pod uměleckým jménem Hussein Fatal nebo jako Fatal Hussein, byl americký rapper, nejznámější díky spolupráci s Tupacem Shakurem jako člen rapové skupiny Outlawz.

## Život a kariéra
Bruce Edward Washington Jr. se narodil 3. dubna 1973 ve státě New Jersey. Poprvé se objevil jako v únoru 1996 v písních „All Bout U“ a „When We Ride“ z alba All Eyez on Me. Jako člen Outlaw Immortalz bylo jeho jméno vybráno tak, aby evokovalo padoucha, iráckého prezidenta Saddáma Husajna. V červnu 1996 se objevil v Shakurově písni „Hit 'Em Up“, kde ve druhé sloce urážel Shakurovy rivaly.
Po smrti Tupaca a Yakiho Kadafiho se neobjevil na žádné další nahrávce až do roku 1998, kdy Relativity Records vydalo jeho první sólové album In the Line of Fire. Vydavatelství zkrachovalo, album nebylo propagováno a setkalo se s neúspěchem. Neobjevil se ani na debutovém albu skupiny Outlawz Still I Rise.
Později podepsal smlouvu s Rap-A-Lot Records a začal pracovat na svém druhém sólovém studiovém albu Death Before Dishonor, pro které nahrál přes 40 skladeb, než byl v prosinci 1999 zatčen za napadení spáchané tři roky předtím. Vydavatelství Rap-A-Lot Records vydalo album pod názvem Fatal poté, co byl v roce 2002 propuštěn na podmínku.
Kolem roku 2003 se začal stýkat s Irvem Gottim z Murder Inc. Records. V tom roce se podílel na čtyřech skladbách alba Blood in My Eye od Ja Rule: „The Life“, „It's Murda (Freestyle)“, „The Wrap (Freestyle)“ a titulní skladbu „Blood in My Eye“. Objevil se také v hudebním videu k písni „Clap Back” a na remixu skladby „Rain On Me“ od Ashanti.
Opět spolupracoval s Outlawz na jejich mixtape Killuminati 2K10 z roku 2010, mixtape Killuminati 2K11 z roku 2011 a na albu Perfect Timing z roku 2011. Objevil se také na skladbách „Emancipation“ a „Welcome To Real Life“ z alba Son of God z roku 2012, které vydal jeho kolega z Outlawz Young Noble. Až do své smrti pokračoval ve vydávání mixtapů pod svou vlastní značkou Thugtertainment.

### Smrt
Hussein Fatal zemřel 10. července 2015 při dopravní nehodě v Banks County v Georgii. Bylo mu 42 let. Jeho přítelkyně Zanetta Yearby byla obviněna z řízení pod vlivem alkoholu, zabití z nedbalosti a bezohledné jízdy.

## Diskografie

### Studiová alba
- In the Line of Fire (1998)
- Fatal (2002)
- Born Legendary (2009)
- The Interview: It's Not a Gimmik 2 Me (2013)
- Ridin' All Week on 'Em (2015)
- Legendary Status (2018)

#### S Outlawz
- Killuminati 2K10 (2010)
- Killuminati 2K11 (2011)
- Perfect Timing (2011)